# Eparchia urżumska
Eparchia urżumska – jedna z eparchii Rosyjskiego Kościoła Prawosławnego. Wchodzi w skład metropolii wiackiej.
Erygowana decyzją Świętego Synodu Rosyjskiego Kościoła Prawosławnego z 4 października 2012. Została wydzielona z eparchii wiackiej.

## Biskupi urżumscy
- Daniel (Kuzniecow), 2012–2014[2]
- Leonid (Tołmaczow), 2014–2018[3]
- Tomasz (Demczuk), 2018[4]–2019[5]
- Jan (Rudenko), 2019-2023[6]
- Wsiewołod (Ponicz), od 2023[7]